# Gleichenia vulcanica
Gleichenia vulcanica är en ormbunkeart som beskrevs av Bl. Gleichenia vulcanica ingår i släktet Gleichenia och familjen Gleicheniaceae. Inga underarter finns listade.